# FK Dagdizel Kaspijsk
Futbolnyj klub Dagdizel Kaspijsk (rusky: Футбольный клуб «Дагдизель» Каспийск) byl ruský fotbalový klub sídlící ve městě Kaspijsk. Klub byl založen v roce 1949 jako Sudostrojtel Kaspijsk. V roce 2014 byl klub rozpuštěn, na jeho místě vzniklo béčko Anži Machačkaly.

## Historické názvy
- 1949 – Sudostrojtel Kaspijsk
- 1968 – Trud Kaspijsk
- 1987 – Torpedo Kaspijsk
- 1990 – Kaspij Kaspijsk
- 1993 – Argo Kaspijsk
- 1995 – Dagdizel Kaspijsk

## Umístění v jednotlivých sezonách
| Sezóny  | Liga                      | Úroveň | Z  | V  | R | P  | VG | OG | +/- | B  | Pozice |
| ------- | ------------------------- | ------ | -- | -- | - | -- | -- | -- | --- | -- | ------ |
| 2009    | Vtoroj divizion – sk. Jug | 3      | 34 | 11 | 5 | 18 | 46 | 65 | -19 | 38 | 14.    |
| 2010    | Vtoroj divizion – sk. Jug | 3      | 32 | 10 | 7 | 15 | 42 | 42 | 0   | 37 | 12.    |
| 2011/12 | PFL – sk. Jug             | 3      | 34 | 17 | 8 | 9  | 45 | 28 | +17 | 59 | 5.     |
| 2012/13 | PFL – sk. Jug             | 3      | 32 | 13 | 9 | 10 | 35 | 27 | +8  | 48 | 8.     |
| 2013/14 | PFL – sk. Jug             | 3      | 34 | 16 | 7 | 11 | 41 | 36 | +5  | 55 | 5.     |